# 京都大学の立て看板

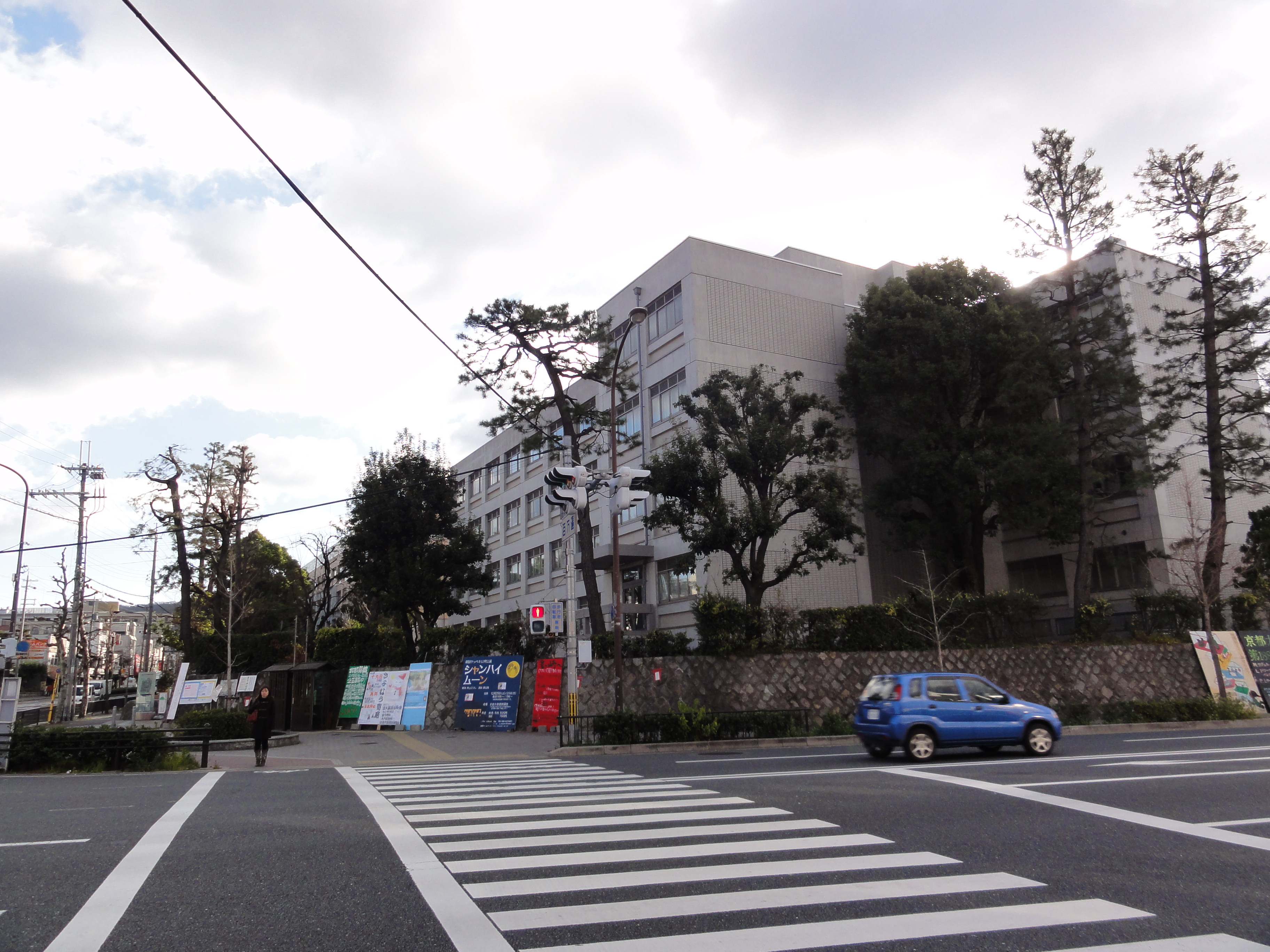
石垣には京都大学の学生が作製した立て看板が並んでいた（2010年撮影）

京都大学の立て看板（きょうとだいがくのたてかんばん）では、京都大学吉田キャンパスの周辺に設置されている立て看板について記述する。

## 概要
京都大学吉田キャンパスの周辺には学生サークルなどが設置した立て看板が多く設置されている。立て看（たてかん）、タテカンと通称される。この立て看板は「京大の文化」ともされ、内容も政治的な主張から集会の案内に至るまで様々である。これらの立て看板は絵柄を直しながら先輩から看板を受け継ぐ伝統がある。学生運動が盛んだった1960年代から70年代と比べて、その数は減ってきており、2012年時点では、正門や百万遍、東山東一条の交差点の付近に並んでいた立て看板の数は40枚ほどであった。
他の大学では規制やSNSを通じた発信などの代替手段の確保などによって立て看板の数は減っている。

## 2018年の撤去問題
大学が位置する京都市（以下、市）は、京都大学（以下、大学）に対して立て看板が市の屋外広告物設置条例に反しているとして撤去を求めていた。また、市は道路法上での不法占用であると指摘もしている。市の条例は2007年に規制が強化され、市内の他の場所では既に規制が守られていた。こうした背景を受けて、大学では2017年12月に立て看板を大幅に規制する「京都大学看板規程」を発表した。この規程では道路に面した部分には立て看板の設置を認めず、キャンパス内部でも大学の公認団体のみが看板の設置を認められる旨である。この規程は2018年5月1日から適用が開始されることとなった。この規制に反発する学生は連名で公開の場での話し合いや説明会を求める要求書を大学に提出した。
規程の運用日までに大半の看板が自主的に撤去された。しかし、この時点でも残っている看板は約30枚あり、大学の職員が看板に撤去の通告書を貼って撤去を促した。立て看板の撤去に反対する学生は通告書を剥がしていき、その際に職員ともみ合いとなった。また、教員や学生らが製作した垂れ幕によって対抗する場面も見られた。同年5月13日には道路に面して設置された立て看板が一時全て撤去された。この日は日曜日の早朝だったため大きな混乱は生じなかったが、午後には撤去に抗議する看板が再び立てられた。この抗議の看板は「こざっぱりとしてはる。」と京都弁で皮肉が書かれていた。また、看板が撤去された石垣にはA4用紙7枚で一連の立て看板問題を解説する貼り紙も貼られていた。
撤去された看板は大学内の保管場所に置かれていたが、14日深夜に何者かが保管場所から看板を持ち出し再び正門前などに設置した。職員が防犯カメラを確認し、警察に通報した。保管場所のフェンスは曲げられ、人の入る隙間があった。その後、学生ら30人ほどが集まり、看板を持ち出して行った。この時に学生らと職員がもみ合いになったが、けが人はいなかった。大学は器物破損容疑として京都府警川端警察署に被害届を提出した。なお、この再び設置された看板に対して破壊行為が行われ、看板5枚が引き倒されるなどしていた。18日深夜には看板は再び撤去された。
その後も「攻防」が繰り返され、大学や市を批判する看板や貼り紙が現れている。
2018年5月19日から20日の2日間、京都市立芸術大学で立て看板の展示会が行われ、自主的に撤去された立て看板38枚が展示された。
5月22日には京都大学出身の弁護士が連名で「表現の自由を脅かす」として看板撤去の措置を見直すよう声明をあげた。また、京都市の市民約30人が「立て看文化を愛する市民の会」を結成し、23日に市条例の改正を求める要望書を市に提出し、31日に立て看板規制の見直しを求める要請書を大学に提出した。
立て看板の3度目の撤去は5月31日に行われ、一連の問題を批判した貼り紙が撤去されたことに対して「貼り紙は看板規程の対象外」であることを批判するビラが提示された。さらに4度目の撤去が6月8日に行われたが、この時は石垣そのものを描いた看板も撤去されている。また、4度目の撤去後には看板撤去に抗議する卒業生が「私を撤去せよ」の立て札を持つ「人間の立て看板」が登場した。
看板の設置規制を見直す声を受けて、学外の通行人からも見える位置に看板の設置場所を新設する方針が6月14日に明らかとなった。そして、10月1日から新しい設置場所が使用開始となった。
7月13日には石垣に立て看板の代わりとして立てかけられていた畳が燃えるトラブルが発生した。京都大学特別教授の本庶佑らに対するノーベル生理学・医学賞受賞を祝福する立て看板や貼り紙も設置されていたが、看板規程に基づいてすぐに撤去された。
11月22日の学園祭（11月祭）では立て看板の歴史や規制の経緯をテーマにした企画展が開かれた。
京都大学総長の山極壽一は6月13日に立て看板問題について公的に初めて言及し、法令遵守のため撤去規制の見直しをするつもりがないことを明言した。その後7月20日には「看板がなくなって寂しい」旨の発言とともに市の条例の中で改善策をとることを述べた。